# Віндем Тауншип (округ Бредфорд, Пенсільванія)
Віндем Тауншип (англ. Windham Township) — селище (англ. township) в США, в окрузі Бредфорд штату Пенсільванія. Населення — 818 осіб (2020).

## Демографія
Згідно з переписом 2010 року, у селищі мешкали 933 особи в 367 домогосподарствах у складі 280 родин. Було 445 помешкань
Расовий склад населення:
| - 97,3 % — білих - 0,6 % — азіатів - 0,3 % — корінних американців - 0,3 % — чорних або афроамериканців |

До двох чи більше рас належало 1,4 %. Частка іспаномовних становила 1,1 % від усіх жителів.
За віковим діапазоном населення розподілялося таким чином: 24,3 % — особи молодші 18 років, 57,2 % — особи у віці 18—64 років, 18,5 % — особи у віці 65 років та старші. Медіана віку мешканця становила 44,1 року. На 100 осіб жіночої статі у селищі припадало 104,2 чоловіків;  на 100 жінок у віці від 18 років та старших — 100,6 чоловіків також старших 18 років.
Середній дохід на одне домашнє господарство  становив 58 844 долари США (медіана — 45 208), а середній дохід на одну сім'ю — 63 578 доларів (медіана — 57 019). Медіана доходів становила 48 333 долари для чоловіків та 30 000 доларів для жінок. За межею бідності перебувало 13,9 % осіб, у тому числі 27,6 % дітей у віці до 18 років та 9,6 % осіб у віці 65 років та старших.
Цивільне працевлаштоване населення становило 356 осіб. Основні галузі зайнятості: виробництво — 19,1 %, роздрібна торгівля — 15,4 %, освіта, охорона здоров'я та соціальна допомога — 14,9 %, сільське господарство, лісництво, риболовля — 14,6 %.